# كيف وجدتها (رواية)
كيف وجدتها (بالإنجليزية: The Way I Found Her)‏ هي رواية للكاتبة الإنجليزية روز تريمين، نشرت عام 1997، عن دار نشر في المملكة المتحدة.